# Septímio Basso
Septímio Basso (em latim: Septimius Bassus; fl. 317-319) foi um oficial romano do século IV, ativo durante o reinado dos imperadores Constantino (r. 306–337) e Licínio (r. 308–324).

## Vida

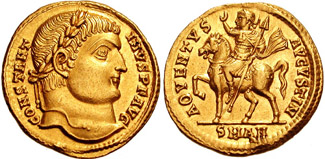
Soldo de Constantino r.

Basso era filho de Lúcio Septímio Severo, cônsul em 245, e Pompônia Bassa. Seu avô paterno era Lúcio Septímio Severo, cônsul em 210, enquanto seus avós maternos eram Pompônio Basso, cônsul em 259 e 271, e Pompônia Gracídia. Através de seu avô materno descendia de Marco Aurélio (r. 161–180), Faustina, a Jovem (r. 161–175) e da dinastia nerva-antonina. Casou-se com mulher incerta e teve uma filha de nome Septímia, nascida em 305, primeira esposa de Valério Máximo. Basso foi prefeito urbano de Roma de 15 de maio de 317 a 1 de setembro de 319. Em 318, ausentou-se de seu posto partindo à corte de Aquileia, sendo substituído por Júlio Cássio.